# Israel Zúñiga
Israel Alberto Zúñiga Iriarte, conocido como Benkos Bioho (Barranquilla, siglo XX), es un exguerrillero y político colombiano. Fue miembro de las Fuerzas Armadas Revolucionarias de Colombia - Ejército del Pueblo (FARC-EP).  Durante su vida guerrillera Benkos perteneció a varios frentes: 57, 19, 41 y 34, en donde estaba antes de firmar la paz. Hizo parte del Estado Mayor de las Farc.  Fue senador del Congreso de la República por el partido Comunes para el periodo 2018-2022 en reemplazo del Jefe Negociador de las FARC Iván Marquéz, quién desertóo los acuerdos de La Habana entre las FARC y Juan Manuel Santos, en agosto de 2019, luego de ser requerido por las autoridades por estar involucrado en tráfico de Drogas.

## Biografía
Durante su juventud hizo parte de movimientos sociales. Estudio Sociología, fue parte del Partido Comunista Clandestino Colombiano. Ingresó a las FARC-EP en 1996, y tomó el alias de Benkos Bioho en homenaje al líder de los cimarrones.
Perteneció al Frente 34 y al Frente 57, fue parte del Bloque Noroccidental de las FARC-EP y fue condenado en 2010 por la Masacre de Bojayá ocurrida en 2002. Los delitos por los que fue condenado Israel Zúñiga fueron: "74 homicidios en persona protegida, 53 lesiones personales en persona protegida, actos de terrorismo, utilización de medios y métodos de guerra ilícitos, destrucción o utilización ilícita de bienes culturales y de lugares de culto"
Participó en las negociaciones de los Acuerdos de paz entre el gobierno colombiano y las FARC-EP.
Israel Alberto Zúñiga Iriarte, alias "Benkos Bioho" fue indultado por la JEP en 2016 por todos sus crímenes incluyendo la Masacre de Bojayá, lo cual le permitió en julio de 2019 ocupar la curul que dejó vacante el Jefe negociador de las FARC Iván Márquez, quien renegó de los acuerdos de paz y retornó a la clandestinidad por quinta vez en su carrera como negociador de las FARC.
Reemplazo el puesto dejado por Iván Márquez como senador. Realizó críticas a la Jurisdicción Especial para la Paz (JEP).
Su hermano fue detenido en 2010.